# JD Notae
Janaud "JD" Notae (n. Covington (Georgia)); 27 de octubre de 1998) es un jugador de baloncesto con nacionalidad estadounidense. Con 1,88 metros de altura juega en la posición de base. Actualmente forma parte de la plantilla del Trapani Shark de la Lega Basket Serie A italiana.

## Trayectoria deportiva

### Universidad
Es un jugador natural de Covington (Georgia), formado en la Newton High School de su ciudad natal, antes de ingresar en 2017 en la Universidad de Jacksonville, situada en Jacksonville, Florida, donde jugaría dos temporadas con los Jacksonville Dolphins desde 2017 a 2019. Tras una temporada en blanco, en 2020 ingresa en la Universidad de Arkansas,, donde jugaría dos temporadas con los Arkansas Razorbacks, desde 2020 a 2022. 

#### Estadísticas
| Año     | Equipo       | PJ       | PT       | MPP      | %TC      | %3P      | %TL      | RPP      | APP      | ROB      | TPP      | PPP      |
| ------- | ------------ | -------- | -------- | -------- | -------- | -------- | -------- | -------- | -------- | -------- | -------- | -------- |
| 2017–18 | Jacksonville | 28       | 28       | 31.4     | .410     | .405     | .699     | 4.7      | 1.9      | 1.8      | .5       | 15.4     |
| 2018–19 | Jacksonville | 32       | 23       | 29.2     | .427     | .320     | .730     | 6.2      | 3.4      | 1.6      | .4       | 15.5     |
| 2019–20 | Arkansas     | Redshirt | Redshirt | Redshirt | Redshirt | Redshirt | Redshirt | Redshirt | Redshirt | Redshirt | Redshirt | Redshirt |
| 2020–21 | Arkansas     | 32       | 1        | 22.6     | .382     | .335     | .760     | 3.1      | 1.9      | 1.4      | .3       | 12.8     |
| 2021–22 | Arkansas     | 36       | 35       | 33.1     | .396     | .297     | .774     | 4.6      | 3.7      | 2.3      | .7       | 18.3     |
| Total   | Total        | 128      | 87       | 29.1     | .403     | .330     | .746     | 4.6      | 2.8      | 1.8      | .5       | 15.6     |

### Profesional
Tras no ser drafteado en 2022, el 18 de agosto de 2022, firma con Aris BC de la A1 Ethniki. En 23 partidos de la liga doméstica promedió 15,3 puntos, 3 rebotes, 2,7 asistencias y 1,8 robos en 28 minutos por partido.
El 2 de agosto de 2023 firmó con el club italiano Trapani Shark de la Lega Basket Serie A.